# Marsdenia carterae
Marsdenia carterae là một loài thực vật có hoa trong họ La bố ma. Loài này được W.D. Stevens & Juárez-Jaimes mô tả khoa học đầu tiên năm 1999.